# わいわいサタデー
わいわいサタデーは、朝日放送（ABCテレビ）で放送された生放送ワイド番組。

## 概要
アクティ大阪15階に開設されていたサテライトスタジオ・ABCエキスタからの公開生放送によるステージ企画および、VTR企画から成った。
メインのステージ企画で多く行われたのが、毎週趣向を凝らしたテーマで行われる「女性なんでもコンテスト」であった。

### 放送時間の変遷
1983年4月30日から1995年3月25日までのほぼ全期間を通じ、基本的に毎週土曜日の14時00分から15時50分 (JST) に放送された。ただし、1985年4月から10月までの半年間のみ、正午から15時50分の4時間にわたり、枠内に2つの内包番組を編成した3部構成の番組になったが、わずか半年で解消し、元の14時00分から15時50分までの放送時間に戻った（同年10月以降の12時台は浜村淳司会のクイズ番組『夫婦でありがとう』、13時台は『吉本ライブバラエティ もしかして花月』、14時台は『わいわいサタデー』に再分割された）。

### ネット局
- 放送開始当初は、前身番組『ワイドサタデー』にひきつづき、瀬戸内海放送・四国放送・南海放送でもネットされており[2]、朝日放送と前記3社の4社が「制作著作」としてクレジットされていたほか、各局からの中継も行われ、スタッフロールには中継担当のディレクターやプロデューサーもクレジットされていた。その後、四国の各局がネット及び制作から離脱して完全な関西ローカルとなってからは単独制作となっていた。

四国各局にネットされていた時代、全国高校野球選手権大会中継の放送日は、番組ネット局に裏送りで放送していた。

## 出演者
コーナーのみのレギュラー等は後述。

### メイン司会
- 乾浩明（1983年 - 1990年） - 当時朝日放送アナウンサー
- 芦沢誠（1990年 - 番組終了） - 朝日放送アナウンサー

### 準メイン司会
- 長田清子（1983年 - 1990年） - 琴奏者で作曲家。番組テーマソングを制作。
- 山口智子（1990年 - 1991年） - フリーアナウンサー
- 朝凪鈴（1991年 - 1992年） - 宝塚歌劇団月組の元・団員で、当番組が退団後初めてのレギュラー番組。
- 馬淵よしの（1992年 - 番組終了） - 元高飛び込み選手

### サブ司会
- 上岡龍太郎（1983年 - 1986年）
- 桂文福（1986年 - 1988年）
- 笑福亭鶴志（1983年 - 1990年）
- 桂きん枝（1990年 - 番組終了）
- トミーズ（1992年 - 番組終了）

### 主なゲスト
いずれもコンテストコーナーの審査員
- 中村鋭一
- キダ・タロー
- 藤本義一

中村、キダは前身番組である『ワイドサタデー』にも出演。

## 主なコーナー
番組におけるコーナー進行の一例。
- コンテスト1回戦 → コーナー1（鶴志など） → コンテスト2回戦 → コーナー2（松本など） → コンテスト最終審査（テーマに沿った実技） → コーナー3（文福など） → コンテスト結果発表

### コンテストコーナー
女性なんでもコンテスト
番組のメイン企画。毎回あるテーマに沿ったミス・コンテストを開催。放送時間全体にわたり、水着審査、特技審査、最終審査（毎回そのテーマに沿った様々な試みに挑戦する実技）を他のコーナーをはさみながら行った。優勝者には本物のミスコンと同じようにたすきとティアラ、そしてハワイ旅行が贈呈された。
審査には、中村鋭一らレギュラーの審査メンバーに加え、過去の同コンテスト優勝者（10人程度）が参加し、そして視聴者の「サーチホン」によるアンケート結果が加えられた。「サーチホン」は、プッシュ回線を利用した双方向アンケートシステムであり、かつて同局・同枠で放送されたクイズ番組『電話でドン!』でも用いられた。
のちに芸能界入りした人物が出場している。「小学生美人コンテスト」にデビュー以前の吹石一恵（1992年、小学4年生の頃10歳）が出場し、準優勝を獲得したほか、別日の「小学生美人コンテスト」に仲根かすみが出場した。最終回では、「スーパーグランドチャンピオン大会」を開催。

### 他のコーナー
鶴志のあの人は今 → きん枝のあの人は今
かつて一世を風靡した有名人を視聴者からのリクエストで捜索し、追跡するコーナー。
きん枝の関西虫めがね
関西の町を探索するコーナー。
帰りたい帰れない
芸人の弟子が3か月間ホームステイするドキュメントコーナー。
文福のなんでやねん!
桂文福が街頭でインタビューをし、不満や愚痴をぶつけるコーナーで、文福が「トホホ〜」と言うセリフが有名だった。
鋭ちゃんのバンザイタイガース
熱烈な阪神タイガースファンの中村鋭一が阪神タイガースのその週の試合結果と選手を紹介するコーナー。
松本佳代子のぶらりフォーカス
番組初期のコーナー。『ワイドショー・プラスα』に出演していた松本佳代子（元南海放送アナウンサー、出演当時フリー）が各地の観光スポットをリポートしていた。

### 3部構成時代の内包番組

#### のりお・よしおのジョーダンはよせ!
のりお・よしおのジョーダンはよせ!は、1985年4月から同年10月まで朝日放送『わいわいサタデー』の枠内で放送されたトークバラエティ番組。司会は西川のりお・上方よしお。放送時間は12時00分から12時58分。トークコーナーおよび、視聴者参加コーナーで構成された。
主なコーナー
- ゲストトーク -  ゲストを交えて多彩なトークを展開した。
- 勝ちぬきつっぱり奥さん - 女性視聴者2人が尻相撲を繰り広げるコーナー。西川のりおが行司を務め。10週勝ちぬきでグランドチャンピオンに認定され、豪華海外旅行がプレゼントされた。3か月で終了した。
- ザ・弟子 - お笑い芸人の弟子が様々なチャレンジを繰り広げるコーナー。ぼんちおさむの弟子のジミー大西がテレビ出演の足掛かりを作った。
- ザ・弟子の電話クイズ - 上記の出演者が、視聴者に出題する電話クイズ。正解すれば賞金がプレゼントされた。

## 前後番組
| 朝日放送 土曜14時台                                                               | 朝日放送 土曜14時台                        | 朝日放送 土曜14時台 |
| 前番組                                                                            | 番組名                                     | 次番組              |
| --------------------------------------------------------------------------------- | ------------------------------------------ | ------------------- |
| 14:00 - 15:00 再放送枠 15:00 - 15:55 ワイドサタデー （ANN西日本ブロックネット枠） | わいわいサタデー （1983年4月 - 1995年3月） | 単発特番枠          |